# Zofia Trojanowiczowa
Zofia Trojanowiczowa (ur. 1 października 1936 w Poznaniu, zm. 17 listopada 2015) – polska profesor nauk humanistycznych, filolog, badaczka romantyzmu, współautorka pionierskiej pracy Poznański Czerwiec 1956.

## Życiorys
W 1957 ukończyła studia polonistyczne na Uniwersytecie im. Adama Mickiewicza w Poznaniu, tam w 1965 obroniła pracę doktorską, w 1978 habilitowała się, w 1991 otrzymała tytuł profesora nauk humanistycznych, w 1998 tytuł profesora zwyczajnego. W latach 1981–1987 była wicedyrektorem, w latach 1993–1996 dyrektorem Instytutu Filologii Polskiej UAM. Kierowała Zakładem Literatury Romantyzmu (od 1990) i Pracownią Kalendarza Życia i Twórczości Cypriana Kamila Norwida (od 1987) UAM, była członkiem Poznańskiego Towarzystwa Przyjaciół Nauk i Towarzystwa Naukowego KUL, Rady Głównej Szkolnictwa Wyższego (1990–1993), Komitetu Nauk o Literaturze Polskiej PAN (1993–1996), Centralnej Komisji do Spraw Stopni i Tytułów Naukowych (2000–2002).
Pod jej kierunkiem w 1987 stopień naukowy doktora uzyskał Zbigniew Przychodniak.
Poza pracami poświęconymi literaturze romantyzmu badała także dzieje Poznańskiego Czerwca 1956. Razem z Jarosławem Maciejewskim wydała pierwszą w czasach PRL książkę poświęconą tym wydarzeniom – Poznański Czerwiec 1956.
W 1990 została odznaczona Krzyżem Kawalerskim Orderu Odrodzenia Polski, w 1998 Medalem Komisji Edukacji Narodowej. W 1991 otrzymała Nagrodę Naukową Miasta Poznania za pracę Poznański Czerwiec 1956 (razem z Jarosławem Maciejewskim (pośmiertnie) oraz współpracownikami – Aleksandrem Ziemkowskim, Janem Sandorskim, Aleksandrem Bergerem, Łucją Łukaszewicz, Władysławem Markiewiczem i Piotrem Czartołomnym). W 2009 otrzymała tę samą nagrodę za "przygotowanie, opracowanie naukowe i wydanie pierwszego w polskiej historii literatury "Kalendarium życia i twórczości Cypriana Kamila Norwida 1821–1883. Tomy I–III" oraz za całokształt działalności naukowej".
Zmarła na zapalenie płuc 17 listopada 2015. Została pochowana na cmentarzu parafialnym na Górczynie w Poznaniu.

## Twórczość
- Rzecz o młodości Norwida, wyd. 1968
- Ostatni spór romantyczny Cyprian Norwid – Julian Klaczko, wyd. 1981
- Poznański Czerwiec 1956, wyd. 1981 (współautor – Jarosław Maciejewski)
- Sybir romantyków, wyd. 1992 (wybór i opracowanie, wspólnie z Jerzym Fiećko[6])
- Kalendarz życia i twórczości Cypriana Norwida, tom I–III, wyd. 2007 (współautorzy – tom I – Zofia Dambek, tom II – Elżbieta Lijewska)
- Romantyzm. Od poetyki do polityki. Interpretacje i materiały, wyd. 2010